# Emil Schuler
Emil Schuler (* 23. März 1888 in Zuffenhausen; † 20. Juni 1955 in Stuttgart-Feuerbach) war ein württembergischer Landtagsabgeordneter.

## Leben und Werk
Emil Schuler machte eine Ausbildung zum Klaviaturmacher und arbeitete danach in diesem Beruf in Zuffenhausen. Ab 1919 arbeitete er als Redakteur in Ludwigsburg und ab 1924 bei der Neckar-Post in Zuffenhausen. Nach 1933 liegt sein Lebensweg teilweise im Dunkeln. 1933 wurde er in sogenannte Schutzhaft genommen und in das KZ Heuberg gebracht. Nach der Haftentlassung wurde Emil Schuler mit Berufsverbot belegt. Nach dem Zweiten Weltkrieg war er von 1945 bis 1953 Bezirksvorsteher von Zuffenhausen.

## Politik
Zwischen 1919 und 1928 kandidierte Emil Schuler viermal erfolglos für den Reichstag. 1920 wurde er auf Platz drei der Landesliste der USPD in den ersten Landtag des freien Volksstaates Württemberg gewählt. 1922 trat er zur SPD-Fraktion über. Das Mandat übte er bis 1924 aus. 1928 wurde er im Wahlverband Stuttgart Stadt ein zweites Mal in den Landtag gewählt, dem er bis 1932 angehörte. Zwischen 1914 und 1933 war er Mitglied des Gemeinderats der Stadt Zuffenhausen bzw. nach der 1931 erfolgten Eingemeindung nach Stuttgart Mitglied des Stuttgarter Gemeinderats. Er war außerdem vor 1933 stellvertretender Stadtvorstand von Zuffenhausen und Mitglied der Amtsversammlung und des Bezirksrates. Zwischen 1945 und 1955 gehörte er wieder dem Stuttgarter Gemeinderat an. 

## Ehrungen
Im Stuttgarter Stadtteil Zuffenhausen wurde ein Platz nach Emil Schuler benannt.

## Weblink
- Biografie von Emil Schuler. In: Wilhelm H. Schröder: Sozialdemokratische Parlamentarier in den deutschen Reichs- und Landtagen 1876–1933 (BIOSOP)

| Personendaten    | Personendaten                          |
| ---------------- | -------------------------------------- |
| NAME             | Schuler, Emil                          |
| KURZBESCHREIBUNG | württembergischer Landtagsabgeordneter |
| GEBURTSDATUM     | 23. März 1888                          |
| GEBURTSORT       | Zuffenhausen                           |
| STERBEDATUM      | 20. Juni 1955                          |
| STERBEORT        | Stuttgart-Feuerbach                    |